# GXロケット
GXロケットは、日本の航空宇宙関係企業グループと宇宙航空研究開発機構（JAXA）、アメリカ合衆国のロッキード・マーティンが官民共同で開発を進めていた中型ロケット。
H-IIAロケットを使うほどでもない中小型人工衛星を専門に取り扱うギャラクシーエクスプレス社（GALEX）が運用し、ユナイテッド・ローンチ・アライアンス社（ULA）との業務提携の下、ヴァンデンバーグ空軍基地から打ち上げる予定だった。しかし、計画の遅れに伴う開発費の高騰と需要の低迷のため、2009年にロケット本体の開発中止が決定された。

## 技術的特徴
GXロケットは2段式の液体燃料ロケットで、1段目には実績のある米国のロッキード・マーティン製アトラス Vの1段目と第1段エンジン（ロシアから技術移転されたRD-180）を輸入、2段目には液化天然ガス（LNG）/液体酸素を推進剤に利用した国産エンジン（LNG系推進システム）を採用する予定だった。ペイロードアダプタはH-IIAと同じものを使用し、一発あたりの打ち上げ料金を従来より大幅に低減させることを目標としていた。
2段目に使用されるLNG推進系は世界初の実用化の試みだった。LNG推進系は、従来の日本の液体ロケットが使用する水素/酸素の推進系と比較して比推力の面で劣るが、一方で比較的蒸発しにくく宇宙空間での長期保存が可能な点、LNGが液体水素より高密度であるためロケットの小型化が図れる点、安全性が高く燃料費が安い点などで優れている。この推進系はロケット本体の中止後も独立して開発が続けられている。

## 開発の経過

### J-I改からGXまで
宇宙開発事業団（NASDA）が1997年（平成9年）に検討に着手し、かねてから基礎研究を行っていたLNG推進系エンジンの飛行実証試験計画から発展して、LNG推進ロケットの計画はスタートした。新たなロケットの開発はせず、既存のH-IIロケットの2段目と置き換える形でLNGエンジンを搭載し、数回の打ち上げ試験を行うに止める案もあったが、この計画に、低コストな商業ロケット打ち上げサービスを始めたいIHIが加わり、官民共同の宇宙開発計画として「J-I改ロケット」計画が生まれた。J-IAやJ-IUとも表記され、J-IIロケットとも呼ばれていた。J-Iロケットの改良型のような名前となっているが、実際にはJ-Iとの共通点はまったく無く、単に予算獲得の都合などの理由により、このような名前になっていたのではないかと思われる。これは第1段に米国のアトラスII AS用燃料タンクとロシア製のNK-33ロケットエンジンを使用することで、安価かつ高性能な中小型商用ロケット打上げ能力を実現しようとするものであった。1998年（平成10年）にはIHIと日産自動車を受注者として選定し、打上げは当初2001年（平成13年）冬とされていた。1999年（平成11年）8月には先端技術実証ロケットと名称変更した。
1段目がケロシンを燃料とする液体燃料ロケットで、固体ロケットブースターは使用せず、2段目に新規開発するLNG燃料エンジン、という全体の構成は最終的なGXと同じである。最初の計画では、1段目にアトラスIIIロケットの機体を改修したものにNK-33エンジンとアトラスVの誘導装置を組み合わせ、2段目に炭素繊維複合材製の推進剤タンクにガス押し式サイクル・アブレータ冷却式エンジンとH-IIAロケットの誘導装置を組み合わせた、最終的なGXロケットよりも一回り小型のものだった。2001年（平成13年）3月、このロケットの開発・運用を行う民間企業としてIHI、三菱商事、川崎重工業ほか7社の出資により株式会社ギャラクシーエクスプレスが設立され、GXロケットと命名された。
NK-33エンジンは元来、1960年代末にソ連が秘密裏に開発していた月ロケットN-1ロケット用に開発・生産されたエンジンであり、その中止によって使用されなかったエンジンの在庫が大量に（100基前後）保管されていたものを安価に購入できる見込みであったため選ばれた。しかし、このNK-33エンジンはアメリカの宇宙ベンチャー企業キスラー社に先に契約を結ばれたために購入できず、既に生産も終了していた同エンジンの入手は不可能となり、他のエンジンへの変更を余儀無くされた。そのため、2002年（平成14年）3月には1段目に同じくロシア製のRD-180エンジンを使用することに変更、アトラスIIIロケットの本体とエンジンを購入し一部改修した上で使用する事となった。

### 開発開始後
当初、開発にあたって大きな技術的困難は無いと予想されており、3年という短期間で開発を完了する予定であった。しかし2003年（平成15年）4月に開発が始まると、炭素複合材製の推進剤タンクの開発の難航、機体重量の大幅な超過等の問題により完成の目処が立たなくなった。このため2004年（平成16年）には2段目の設計を大幅に変更、推進剤タンクは通常の金属タンクとし、LNGエンジンもガス押し（タンク加圧）・アブレータ冷却式から、ブーストポンプ・アブレータ冷却式へと変更された。これにより開発のスケジュールも、当初の計画より4年遅れの2009年（平成21年）の完成予定となった。
2008年（平成20年）4月、1段目のロケットが製造終了となったアトラスIIIからアトラス Vへと変更され、射場も種子島からヴァンデンバーグ空軍基地に変更された。開発スケジュールもさらに延期され、1号機の打ち上げは2012年（平成24年）の予定となった。計画の要であるLNGエンジンについては、燃焼圧の変動等の問題が発生したが、2009年（平成21年）7月に実施された実機型エンジン（LE-8）の燃焼試験では、実飛翔秒時のテストが終了し、エンジン開発には一応の目処が立った。
ブーストポンプ・アブレータ冷却式のエンジンとは別に、ターボポンプ・再生冷却式のエンジンの開発も平行する形で行われていた。これは当初からの予定であると共に、前述の問題によりこのロケットの打ち上げ能力が計画より低下したため、より高性能な新エンジンで能力の向上を図るためでもあった。
当初の計画では、アブレータ冷却のエンジンで数回運用した後に再生冷却式エンジンに切り替えるという構想であったが、後に1号機から再生冷却型のエンジンを使用する方針に変更され、上記のブーストポンプ・アブレータ冷却式のエンジンは、この再生冷却式エンジンの開発が不調に終わった場合のバックアップと位置付けられた。この再生冷却式エンジンの完成は2013年頃となっており、開発が順調に進捗した場合でも計画のさらなる遅れが予想されていた。
なお2011年においても、IHIは独自にガス発生器サイクル再生冷却型で、推力100kN程度のLNGエンジンの開発を行っている。

### 開発中止
ロケット本体の開発は2002年（平成14年）に開始して以来、JAXAが担当する2段目のLNG系推進システムの開発が難航していたが、2007年10月に実機大LNGエンジン燃焼試験シリーズが成功裡に完了した。
しかし、開発費用は当初見積に比べて大幅に超過することが見込まれた。2008年5月15日に開催された文部科学省宇宙開発委員会の第5回GXロケット評価小委員会において、JAXAとギャラクシーエクスプレスは連名で試算を提出した。この試算により、2003年度時点の当初計画で450億円（試験機を除く）であった開発費が、最終的に約1500〜2100億円に達する見通しであることが明らかになった。そもそも、打ち上げ料金の低減を目的とするロケットであるにもかかわらず、世界初で開発リスクも高いLNG系推進システムを採用したことに問題があったのではとの批判も寄せられた。
2009年8月には宇宙開発戦略本部が「GXロケットには需要、国際競争力が見込めない」という理由で本格的着手を判断できる状況にはないとの見解を発表し、これを受け2010年（平成22年）度予算要求にはエンジン開発費だけが盛り込まれ、ロケット開発費は含まれなかった。その後、鳩山由紀夫政権下で行われた政府の行政刷新会議の事業仕分け作業において、ロケット開発の今後が不明であるのにエンジン開発に予算を割く必要性に疑問が呈され、予算計上の見送り、開発続行の是非の再検討、またロケット開発の中止を求める見解を発表した。
2009年12月、宇宙開発戦略本部事務局はGXロケットの開発を中止することを発表した。GXロケットが目標としていた中型衛星の打ち上げはH-IIAロケットで代用可能であり、打ち上げコストの面では日本国内・国外ともに十分な需要を確保できる見通しが立たなくなっていた。さらにGXロケットを完成させるために940億円の開発費が追加で必要と予測された。完成の見込みが立っていたLNG推進系については、将来的な応用を前提に研究開発を続ける方針が示された 。IHIは即日コメントを発表し、損失は最大で100億円に達する可能性もあると試算した。
自由民主党はGXの中止自体に疑義をとなえ、中止の発表後もGXの必要性を政府に求めていく姿勢を示していた。しかし2010年1月にIHIは113億円の特別損失を計上してギャラクシーエクスプレス社の3月末解散を決定した。
結局、2010年4月1日付でギャラクシーエクスプレスは解散。IHIの計上した特別損失は102億3800万円だった。同年6月18日には東京地裁により特別清算の開始が決定。ギャラクシーエクスプレスの債務超過額は約229億円だった。

## 仕様
当初、打ち上げ能力はH-IIAの2分の1、M-Vロケットの2倍程度としていた。しかし、その後の第2段の設計変更により、一時的に目標仕様はM-Vと同等程度まで低下していた。その後の第1段のアトラスVへの変更や射場の変更によって軌道投入能力は当初目標と同等以上にまで回復した。
主要諸元一覧（第1段変更前）
- 全長：48m （1段目38m、2段目8m、フェアリング10m）
- 直径：1段目3.1m、2段目3.3m、フェアリング3.3m
- 全備質量：210.2t（1段目 196.9t、2段目 19.6t、フェアリング1t）
- 推進薬種類：1段目 液体酸素/ケロシン、2段目 液体酸素/液化天然ガス
- 真空中推力：1段目 4152kN、2段目 114kN（計画値）
- 真空中比推力：1段目 338s、2段目 316s（計画値）
- 低軌道への打ち上げ能力（ペイロード）：当初予定 4,400kg
- 太陽同期軌道（高度500 km）への打ち上げ能力（ペイロード）：約1.0t（夏期打ち上げ、再着火なし） 〜1.8t（冬期打ち上げ、再着火なし）[21]

主要諸元一覧（第1段変更後）
- 全長：約53m （1段目約42m、2段目約10m、フェアリング約11m）
- 直径：1段目 3.8m、2段目 3.1m、フェアリング 3.3m （4mも検討）
- 全備質量：約333t （1段目 約311t、2段目 約21t、フェアリング 約1t）
- 推進薬種類：1段目 液体酸素/ケロシン（RP-1）、2段目 液体酸素/液化天然ガス（LNG）
- 真空中推力：1段目 4152kN（可変）、2段目 107kN
- 真空中比推力：1段目 338.4s、2段目 313s
- 低軌道（高度300km、傾斜角約63度）への打ち上げ能力（ペイロード）：約4.5t（ヴァンデンバーグ空軍基地）
- 太陽同期軌道（高度500km）への打ち上げ能力（ペイロード）：約3t（ヴァンデンバーグ空軍基地）

## LE-8エンジン
LE-8エンジン
LE-8エンジンは、推進剤の酸化剤に液体酸素（LOX）を、燃料に液化天然ガス（LNG）を使用する推力10t級液体ロケットエンジンで、GXロケットの第2段用にJAXAとIHIが設計開発したエンジンである。
燃料には、精製され割高な液体メタンではなく、価格の安いLNG（アラスカ産）を採用した。LNGの主成分であるメタンは水素に比べて軌道上での貯蔵性に優れ、密度が高いことによりタンクの小型化が図れるため、将来の軌道間輸送機や惑星探査機への採用が有望視されている。
エンジンはガス発生器サイクルを採用し、推力室はアブレーション冷却とし、燃料噴射器はLE-5Bなどに使われる同軸型の噴射器ではなく衝突型の噴射器を採用した。当初、圧送式サイクルで開発していたため、他のエンジンに比べ燃焼圧力が低い。その分の能力が低下するが、燃料タンクに複合材タンクを採用することと、エンジンからガス発生器やターボポンプを省略することで、2段目全体の質量を軽くし能力低下を補う予定だった。なお、LE-8エンジンには再着火機能、スロットリング機能は無い。
関連するエンジン
GXロケットの第2段用エンジンにはブーストポンプ・アブレータ冷却式のLE-8と平行して、ターボポンプ・再生冷却式のエンジンの開発も進めていた。2011年においても、IHIは独自にガス発生器サイクルでターボポンプ・再生冷却型、推力100kN程度のLNGエンジンの開発を行っている。
JAXAはLE-8エンジンの開発終了後も、その技術を基にイプシロンロケットの最終段や海外のロケット等にも使える「汎用性のあるLNGエンジン」の研究を続け、2012年にNASAの研究中のLNGエンジンの性能を上回るLNGエンジンの基盤技術の確立に成功した。今後もLNG推進系の研究を続け外国の研究中のLNGエンジンに対する更なる優位性を獲得する。
|                         | LE-8実機型エンジン （推定値含む）    |
| ----------------------- | ------------------------------------ |
| エンジンサイクル        | ガスジェネレータサイクル             |
| 燃焼室冷却方式          | アブレーション                       |
| 推進剤                  | 液化天然ガス（LNG）/ 液体酸素（LOX） |
| 真空中推力              | 107kN                                |
| 真空中比推力            | 314〜316秒                           |
| 燃焼圧力                | 1.2MPa                               |
| 推薬混合比              | 2.93                                 |
| ノズル開口比            | 42                                   |
| LOX側ターボポンプ回転数 | 16,700rpm                            |
| LNG側ターボポンプ回転数 | 14,100rpm                            |
| 重量                    | 460kg                                |